# Culeolus suhmi
Culeolus suhmi är en sjöpungsart som beskrevs av William Abbott Herdman 1881. Culeolus suhmi ingår i släktet Culeolus och familjen lädermantlade sjöpungar. Inga underarter finns listade i Catalogue of Life.